# Toivo Pawlo
Toivo Pawlo (Londra, 25 dicembre 1917 – Stoccolma, 14 giugno 1979) è stato un attore svedese, vincitore del premio Guldbagge come miglior attore nel 1976.

## Biografia
Figlio del cantante lirico Georg e della cantante di operetta Eva Pawlo, studiò presso la scuola di drammaturgia dal 1935 al 1939. Terminati gli studi, negli anni quaranta fece tournée con il Teatro Reale Drammatico e in seguito lavorò nei teatri cittadini di Malmö e Stoccolma. Dal 1969 al 1978 fu nuovamente impegnato con il Teatro Nazionale.

## Vita privata
Sposato dal 1949 al 1976 con la scenografa Kerstin Hedeby, ebbe con lei una figlia, anch'ella attrice, Rebecca Pawlo. Risposatosi nel 1976 fino alla sua morte con l'artista Amie Lindahl, ebbe una seconda figlia, Clara.

## Filmografia

### Cinema
- Il volto (Ansiktet), regia di Ingmar Bergman (1958)
- Hallo Baby, regia di Johan Bergenstråhle (1976)
- Le avventure di Picasso (Picassos äventyr), regia di Tage Danielsson (1978)

### Televisione
- Rabies, regia di Ingmar Bergman (1958)
- Don Juan, regia di Ingmar Bergman (1965)

## Doppiatori italiani
Nelle versioni in italiano dei suoi film, Toivo Pawlo è stato doppiato da:
- Giorgio Capecchi in Il volto

## Premi e riconoscimenti
- 1976 - Guldbagge
  - Miglior attore - Hallo Baby